# Cephalops villifemoralis
Cephalops villifemoralis är en tvåvingeart som först beskrevs av Hardy 1954.  Cephalops villifemoralis ingår i släktet Cephalops och familjen ögonflugor. Inga underarter finns listade i Catalogue of Life.